# Port lotniczy Tingo María
Port lotniczy Tingo María (IATA: TGI, IATA: SPGM) – port lotniczy położony w Tingo María, w regionie Huánuco, w Peru.